# Вестервелд
Вестервелд (нід. Westerveld, нід. вимова: [ˌʋɛstərˈvɛlt] ( прослухати)) — муніципалітет у Нідерландах, у провінції Дренте.

## Населені пункти муніципалітету
Села
- Вапсе
- Вапсервен
- Вільгельмінаорд
- Віттелте
- Вледдер
- Вледдервен
- Гавелте
- Гавелтерберг
- Геувенбрюг
- Дарп
- Двінгело
- Дівер
- Дівербрюг
- Зоргвлід
- Неєнслек
- Уффелте
- Фредеріксорд

Селища
- Ауде-Віллем
- Босхорд
- Ватерен
- Долдерсюм
- Емстер
- Леггело
- Ле
- Лебрук

## Топографія
Нідерландська топографічна карта муніципалітету Вестервелд, 2013.

## Галерея

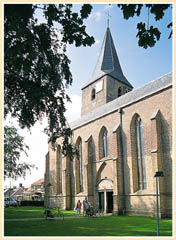
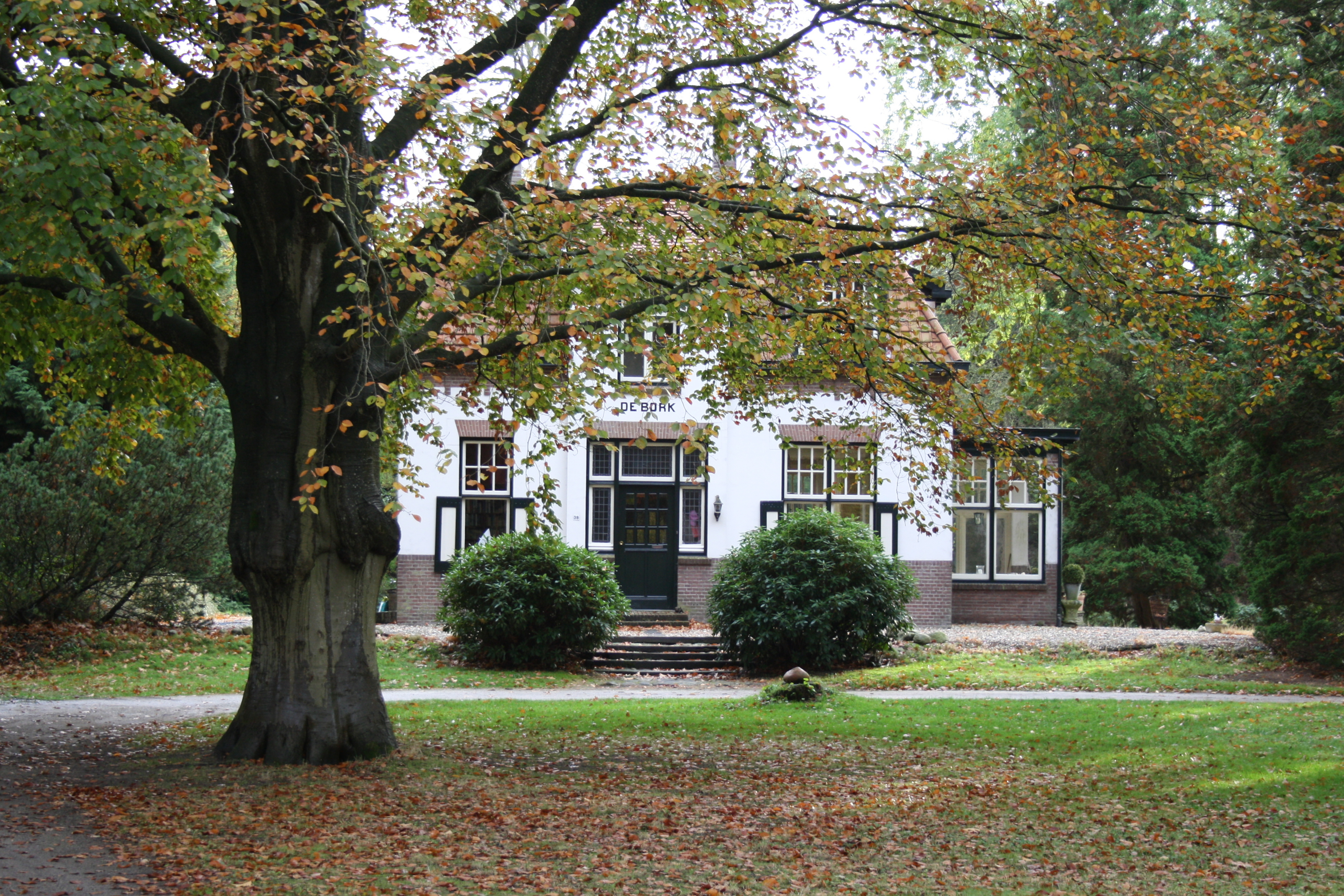
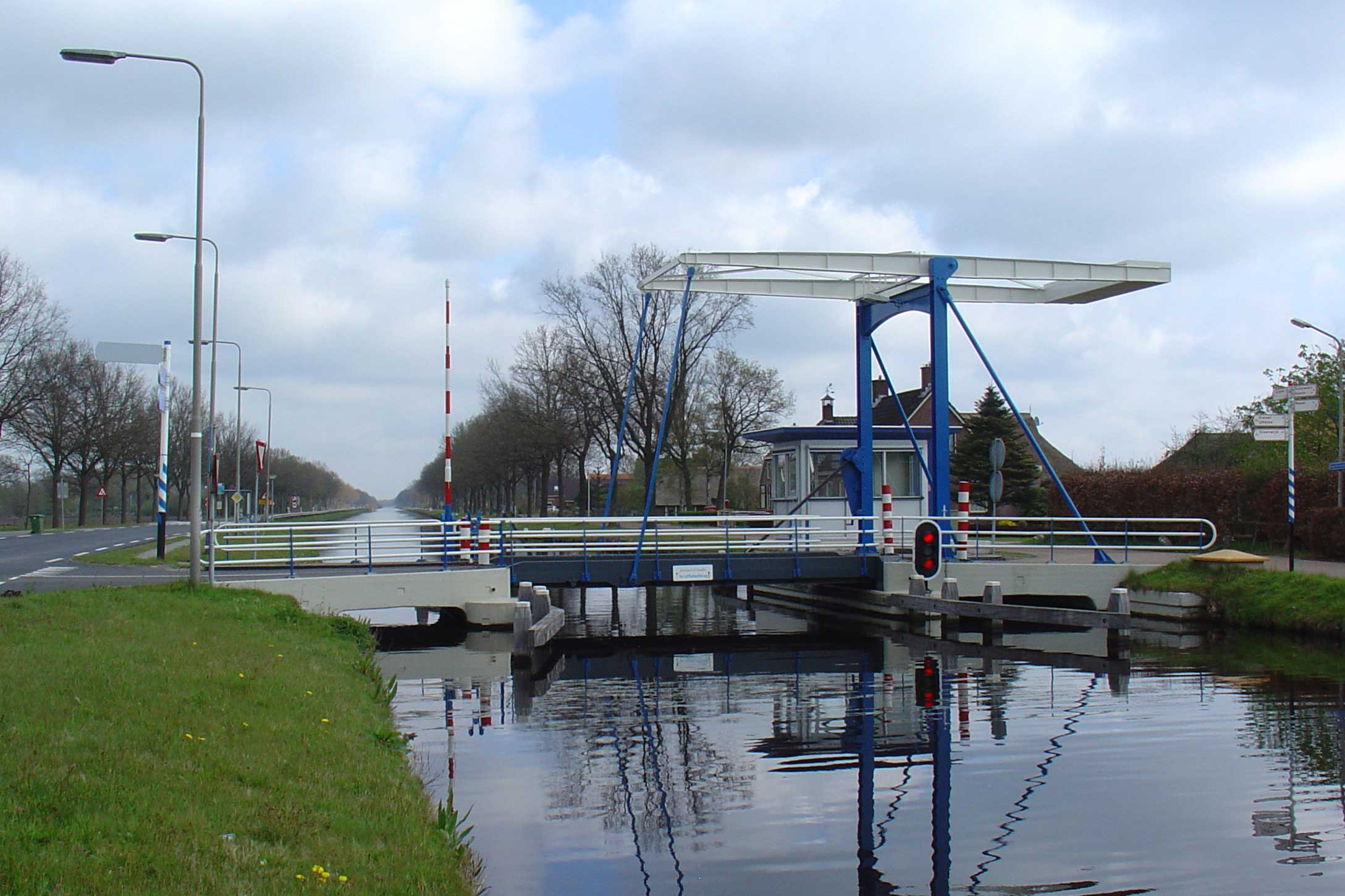
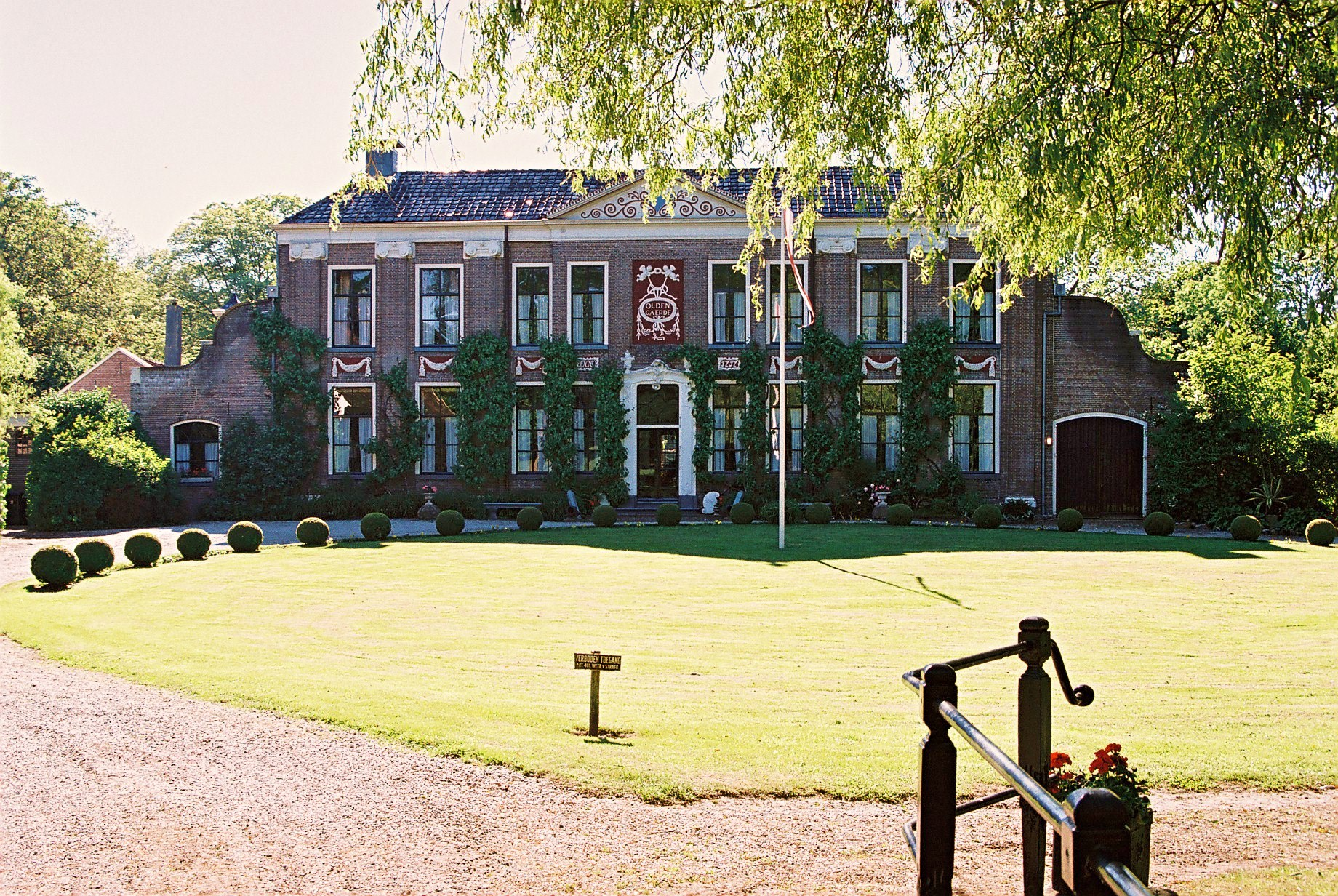

## Визначні мешканці
- Сіко Мансголт (1908 – 1995) — політик, 4-й президент Європейської Комісії (1972-1973)
- Ян Мюлдер (нар. 1943) — нідерландський політик, депутат Європейського Парламенту